# Big O (óriáskerék)
A Big O egy óriáskerék, mely a Tokyo Dome City Attractions vidámparkban található Japánban.
A 60 méteres kerék az első a világon, mely belső rész nélküli. Kinézetre egy fánkhoz hasonlít, melynek közepén Tokió legnagyobb hullámvasútja, a Thunder Dolphin halad keresztül 130 km/h sebességgel. A Big O átmérője 60 méteres, egy menet kb. 15 perces.